# GeT RiGhT
Крістофер «GeT_RiGhT» Олесунн (нар. 29 травня 1990) — шведський професійний гравець у Counter-Strike: Global Offensive та Counter-Strike, який зараз є стримером для Dignitas . Він вважається одним з найкращих гравців в історії Counter-Strike, займаючи 2-е місце в 2010 і 2011 роках в CS і 1-е місце в 2013 і 2014 роках в CS: GO за версією HLTV .
У вересні 2019 року GeT_RiGhT покинув Ninjas in Pyjamas після більш ніж семи років гри під їхнім прапором, протягом яких він брав участь у п'яти послідовних фіналах мажорів — вигравши ESL One Cologne 2014 — та історичну серію перемог на карті з рахунком 87-0 у локальній мережі. У січні 2020 року він возз'єднався з колишніми товаришами по команді NiP Патріком " f0rest " Lindberg, Richard " Xizt " Landström, Adam " friberg " Friberg та Robin " Fifflaren " Johansson в оновленому складі Dignitas 16 січня він оголосив про свою відставку. 2021 р., завершивши кар'єру, що тривала понад 14 років.

## Початок
GeT_RiGhT потрапив у ігри через свого старшого брата Робіна. Він познайомився з серією відеоігор Quake і DOOM . Згодом він потрапив у Counter-Strike, яка стала його улюбленою грою. На ранній стадії GeT_RiGhT разом зі своїм другом Олофом створили команду ClanBase з фокусом на 2v2. Однак під ім'ям hippopotamus була сформована більш серйозна команда 5 на 5 , з якою він почав брати участь у шведських локальних мережах, турнірах в інтернет-кафе та онлайн-кубках.
Begrip Gaming побачили його потенціал та забрали до себе в склад, але після проходження до півфіналу вони розпались.
У 2007 році SK підібрав 17-річного GeT_RiGhT . Але його час у SK був зовсім не тим, на що він сподівався, що призвело до того, що він приєднався до Norwegian Meet Your Makers на правах оренди. У MYM він возз'єднався зі своїм колишнім товаришем по команді, Face, і врешті переміг свою стару команду SK .
У лютому 2008 року GeT_RiGhT знову приєднався до SK після розпаду MYM .
Через три тижні він був звільнений від контракту і створив команду Blank, яку покинув через три місяці через погане спілкування.

## Fnatic і SK
Команда вищого рівня Fnatic мала мотивацію і в 2009 році підібрала GeT_RiGhT і Расмуса " Gux " Стола, замінивши Оскара " Archi " Торгерсена та Оскара " ins " Холма, які обидва пішли у відставку після їхнього відходу. Fnatic почав омріяний старт, зайнявши четверте місце у фіналі чемпіонату Європи IEM III і вигравши чемпіонат світу IEM III . Після успішного року з Fnatic, GeT_RiGhT отримав нагороду eSports Player of the Year на eSports Awards 2009.
GeT_RiGhT і «f0rest» приєднаються до SK, об'єднавши зусилля з «RobbaN», «face» та «allen» . Час GeT_RiGhT у SK не почали надто гладко, оскільки вони вилетіли на груповому етапі фіналу чемпіонату Європи IEM V в Україні. Денніса «Dennis» Едмана привели до Аллена, який пішов у відставку. Денніса пізніше замінить Маркус " Delpan " Ларссон. Після того, як Delpan долучився до списку SK, команда знову піднялася на вершину, здобувши перемоги на DreamHack Summer і GameGune того року.
GeT_RiGhT стане вершиною успіху SK, перейшовши в останні роки, перш ніж команда розпадеться в липні 2012 року, коли він і f0rest підуть, щоб приєднатися до NiP

## Закінчення кар'єри
У вересні 2019 року GeT_RiGhT покинув Ninjas in Pyjamas після більш ніж семи років гри, протягом яких він брав участь у п'яти послідовних фіналах мажорів — вигравши ESL One Cologne 2014 — та історичну серію перемог на карті з рахунком 87-0 у локальній мережі. У січні 2020 року він возз'єднався з колишніми товаришами по команді NiP Патріком " f0rest " Ліндбергом, Річардом " Xizt " Лендстромом, Адамом " friberg " Фрібергом та Робіном " Fifflaren " Джохансоном в оновленому складі Dignitas  16 січня він оголосив про свою відставку. 2021 р., завершивши кар'єру, що тривала понад 14 років.